# Domek loretański w Krakowie
Domek loterański – budynek znajdujący się w Krakowie po północnej stronie kościoła kapucynów przy ul. Loretańskiej 11, na Piasku. 
Jest on kopią sanktuarium Świętego Domku w Loreto we Włoszech, który według tradycji został przeniesiony w XIII wieku z Nazaretu.

## Historia
Krakowski domek został wybudowany w latach 1712–1719 według projektów Kacpra Bażanki. Jest to niewielka kaplica otoczona krużgankami. Ściany kaplicy w 1926 roku pokrył polichromią Jan Bukowski. Centralne miejsce w ołtarzu zajmuje figurka Matki Boskiej Loretańskiej, zasłaniana obrazem z jej wizerunkiem autorstwa Michała Stachowicza pochodzącym z 1818. Tabernakulum ołtarza stanowi dar króla Jana III Sobieskiego – hebanowy sepet, zdobiony miniaturami.
Tutaj podczas mszy świętej w dniu 24 marca 1794 Tadeusz Kościuszko otrzymał poświęconą szablę. O wydarzeniu tym przypomina pamiątkowa tablica z płaskorzeźbą, autorstwa Alfreda Dauna, wmurowana w zewnętrzną ścianę domku w 100-lecie insurekcji.
Adam Chmielowski, św. brat Albert tutaj przyjmował habit zakonny w dniu 25 sierpnia 1887, a w 1930 roku Zofię Zakrzeńską poślubił Henryk Dobrzański „Hubal”.
W XX wieku zamurowano otwory okienne w górnej części budynku oraz pokryto go blachą.
Na krużgankach zostało upamiętnione tablicami kilkadziesiąt osób mających związek z historią Polski m.in.: Kosma Lenczowski, Józef Piłsudski, August Emil Fieldorf, Janina Karłowicz, Lesław Pauli, Edward Godlewski.

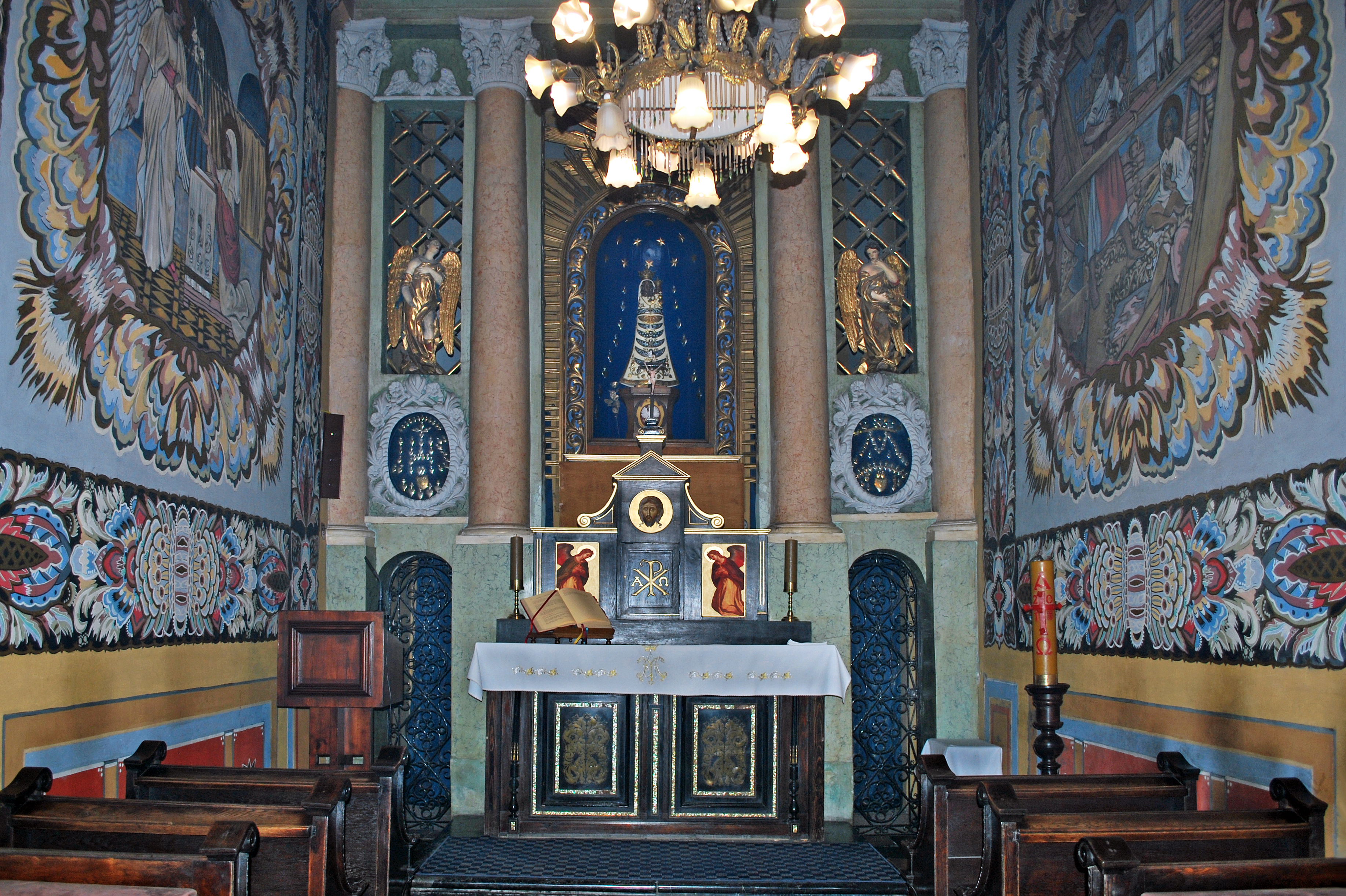
Wnętrze kaplicy
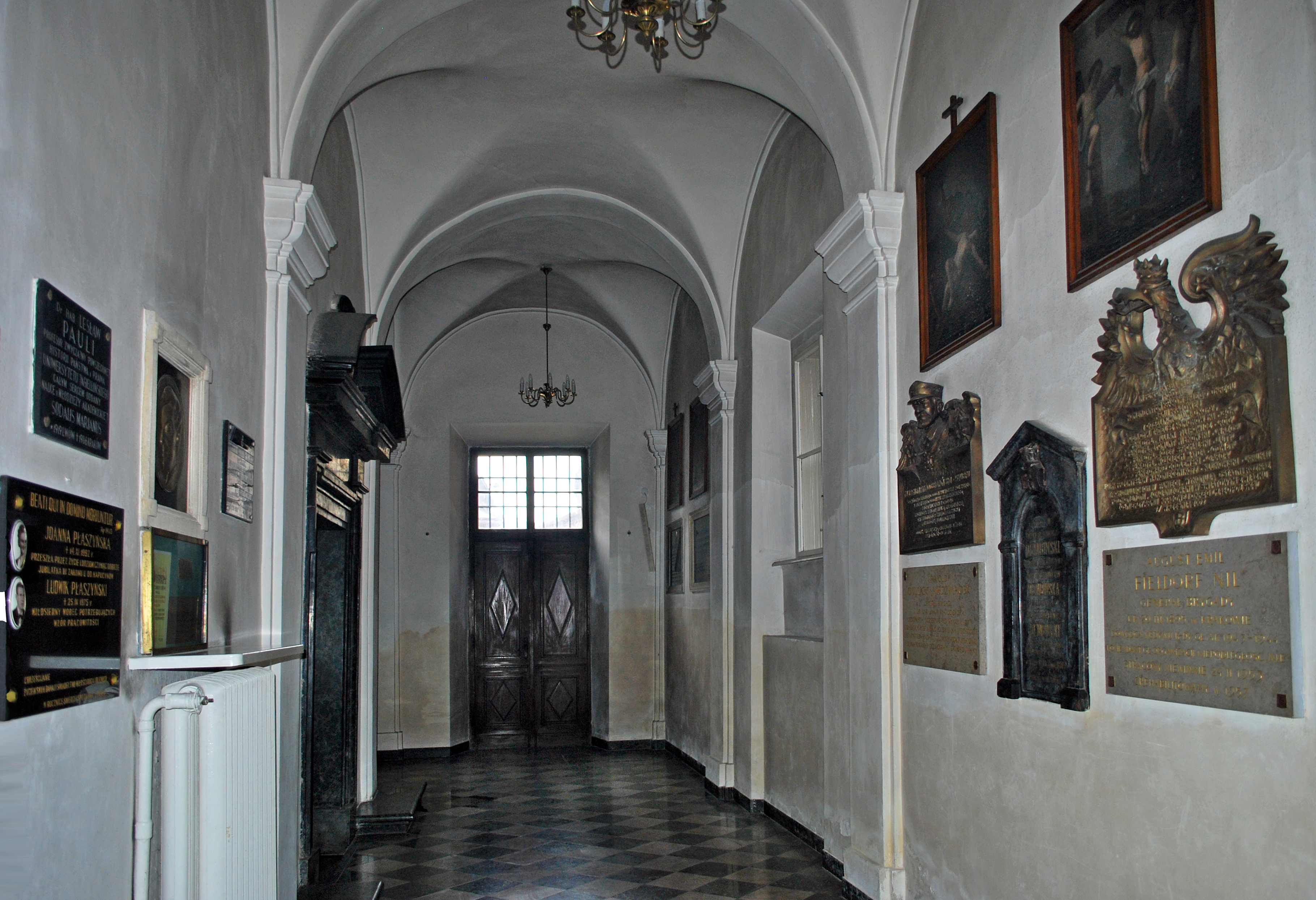
Krużganki
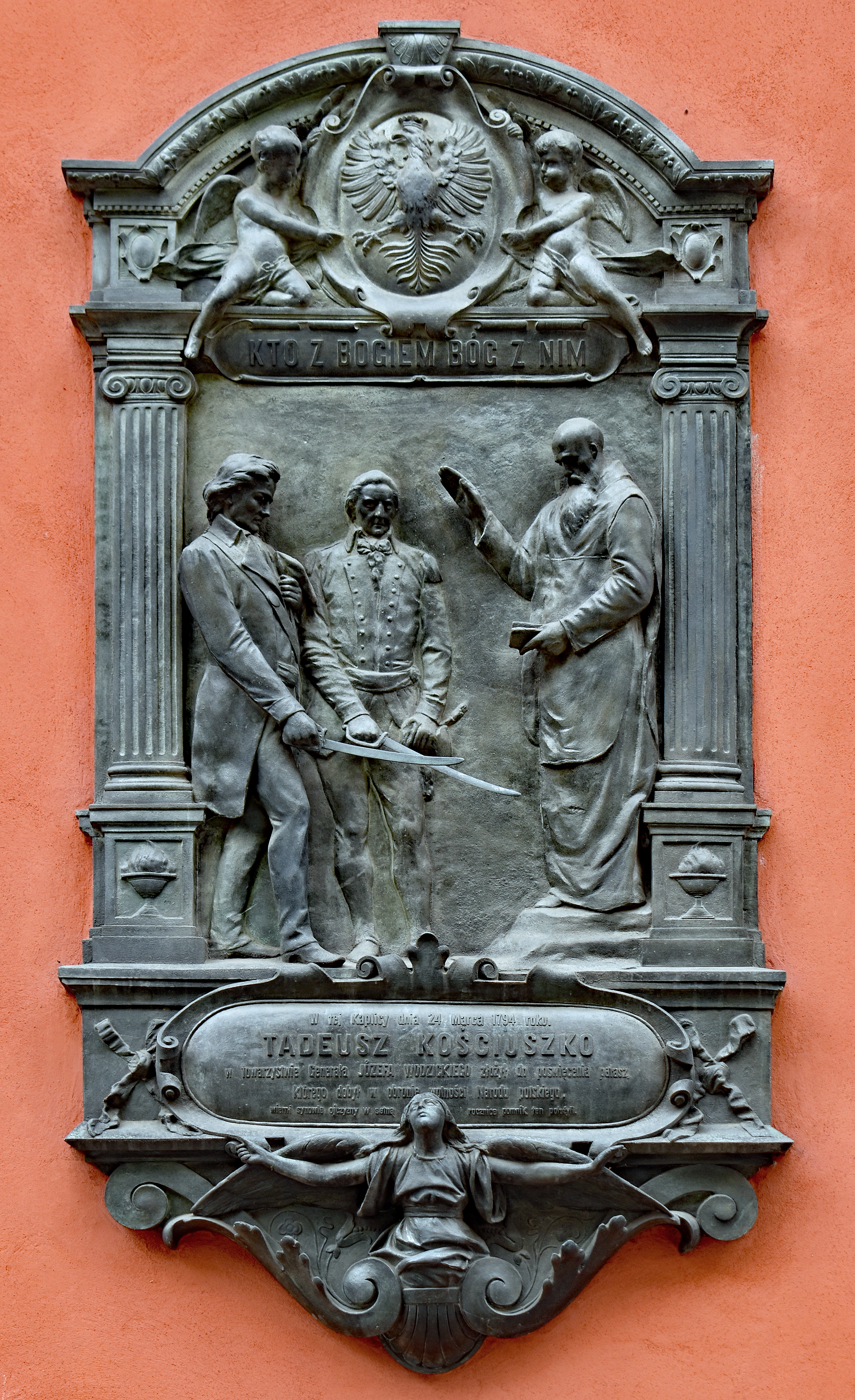
Święcenie pałaszy A. Daun (1896)
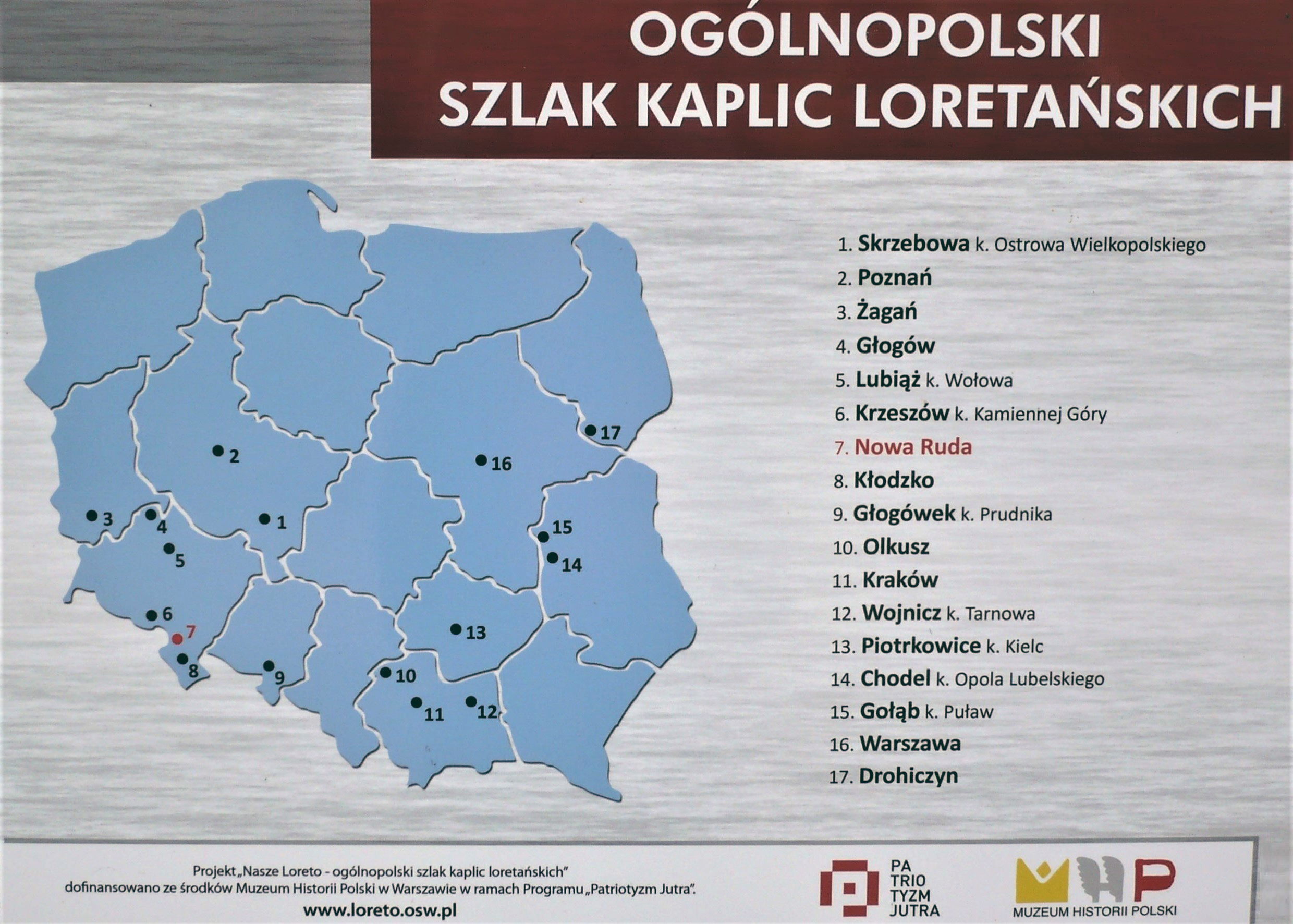
Ogólnopolski szlak kaplic loretańskich